# Missillac
Missillac (bretonisch: Merzhelieg) ist eine französische Gemeinde mit 5.619 Einwohnern (Stand: 1. Januar 2022) im Département Loire-Atlantique in der Region Pays de la Loire. Sie gehört zum Arrondissement Saint-Nazaire und zum Kanton Pontchâteau.
Die Einwohner werden Missillacais genannt.

## Geographie
Die Gemeinde Missilac liegt an der Grenze zum Département Morbihan, auf halber Strecke zwischen Saint-Nazaire und Redon, jeweils 25 Kilometer in beide Richtungen, im Regionalen Naturpark Brière.
Durch die Gemeinde führt die Route nationale 165.

### Nachbargemeinden
Umgeben ist Missilac von den Nachbargemeinden Saint-Dolay im Norden, Théhillac und Sévérac im Nordosten, Saint-Gildas-des-Bois im Osten, Pontchâteau im Süden und Südosten, Sainte-Reine-de-Bretagne im Süden, La Chapelle-des-Marais im Südwesten, Herbignac im Westen sowie Nivillac im Nordwesten.

## Geschichte
1806 wurde der Ort La Bretè(s)che eingemeindet.

### Bevölkerungsentwicklung
| Jahr                       | 1962 | 1968 | 1975 | 1982 | 1990 | 1999 | 2006 | 2012 | 2022 |
| Einwohner                  | 3585 | 3652 | 3687 | 3883 | 3915 | 3808 | 4474 | 5016 | 5619 |
| Quellen: Cassini und INSEE |      |      |      |      |      |      |      |      |      |

## Sehenswürdigkeiten
- Dolmen de la Roche-aux-Loups
- Kirche Saint-Pierre-et-Saint-Paul aus dem 19. Jahrhundert
- gotische Kapelle aus dem 16. Jahrhundert
- Kapellen Saint-Laurent und La Briandais, jeweils im 19. Jahrhundert errichtet
- Herrenhaus von Briandas aus dem 18. Jahrhundert, heute Restaurant
- Herrenhaus von Roche-Hervé mit Park aus dem 19. Jahrhundert
- Schloss Islac
- Schloss Bretesche, ursprünglich im 16. Jahrhundert errichtet, erheblich umgebaut im 19. Jahrhundert, seit 1926 Monument historique, heute teilweise als Luxushotel mit Golfplatz genutzt

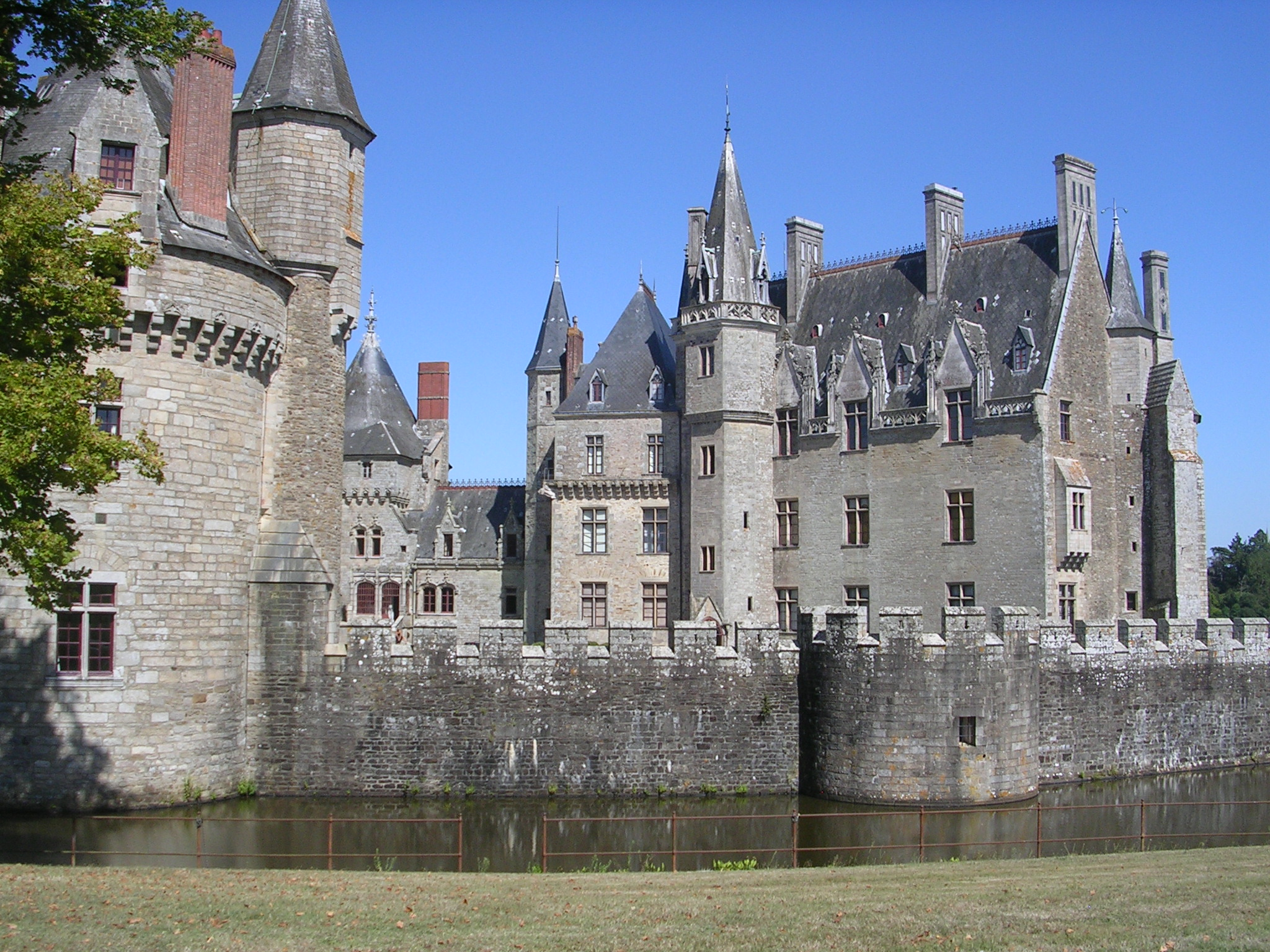
Schloss Bretesche
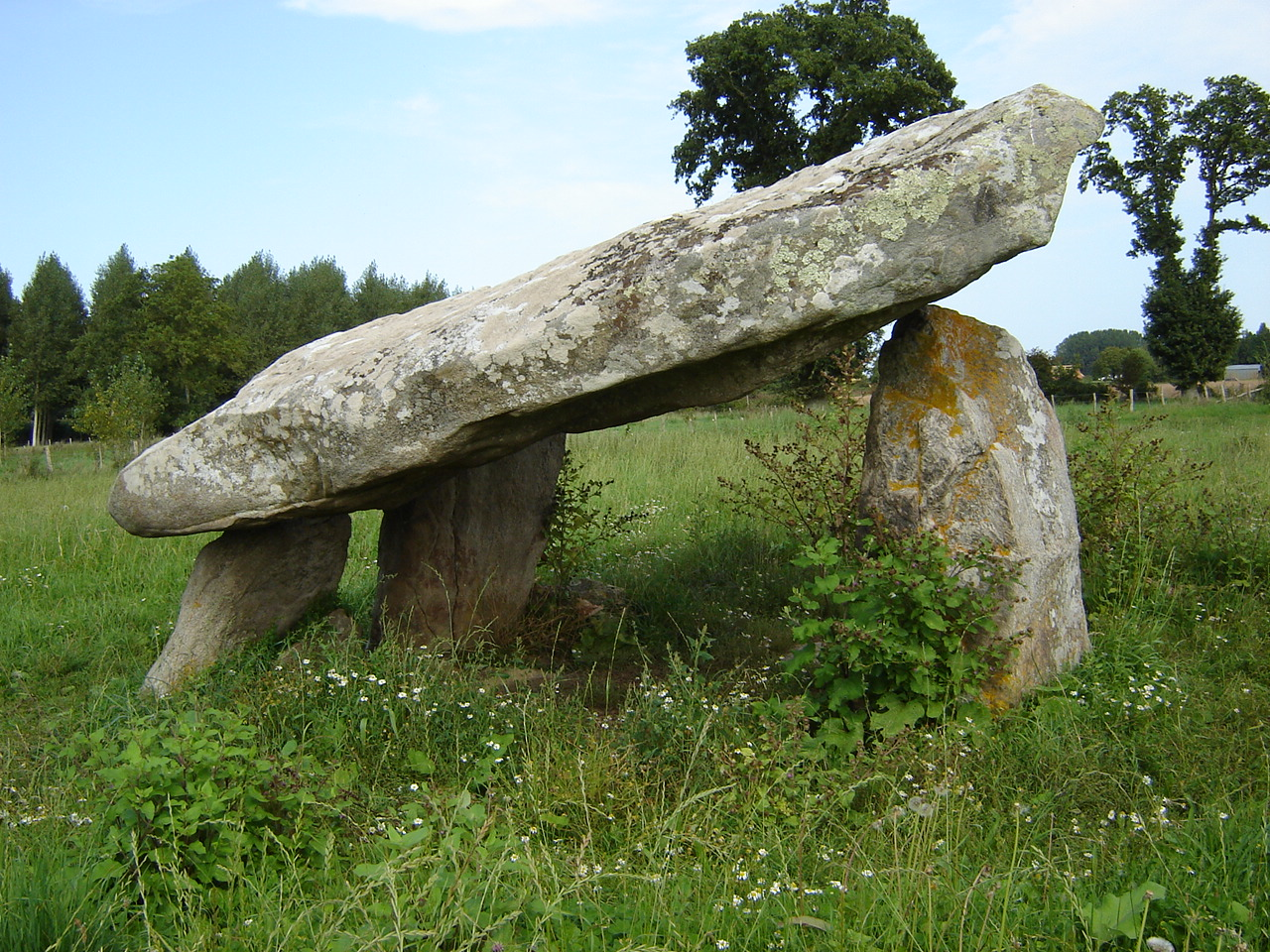
Dolmen de la Roche-aux-Loups
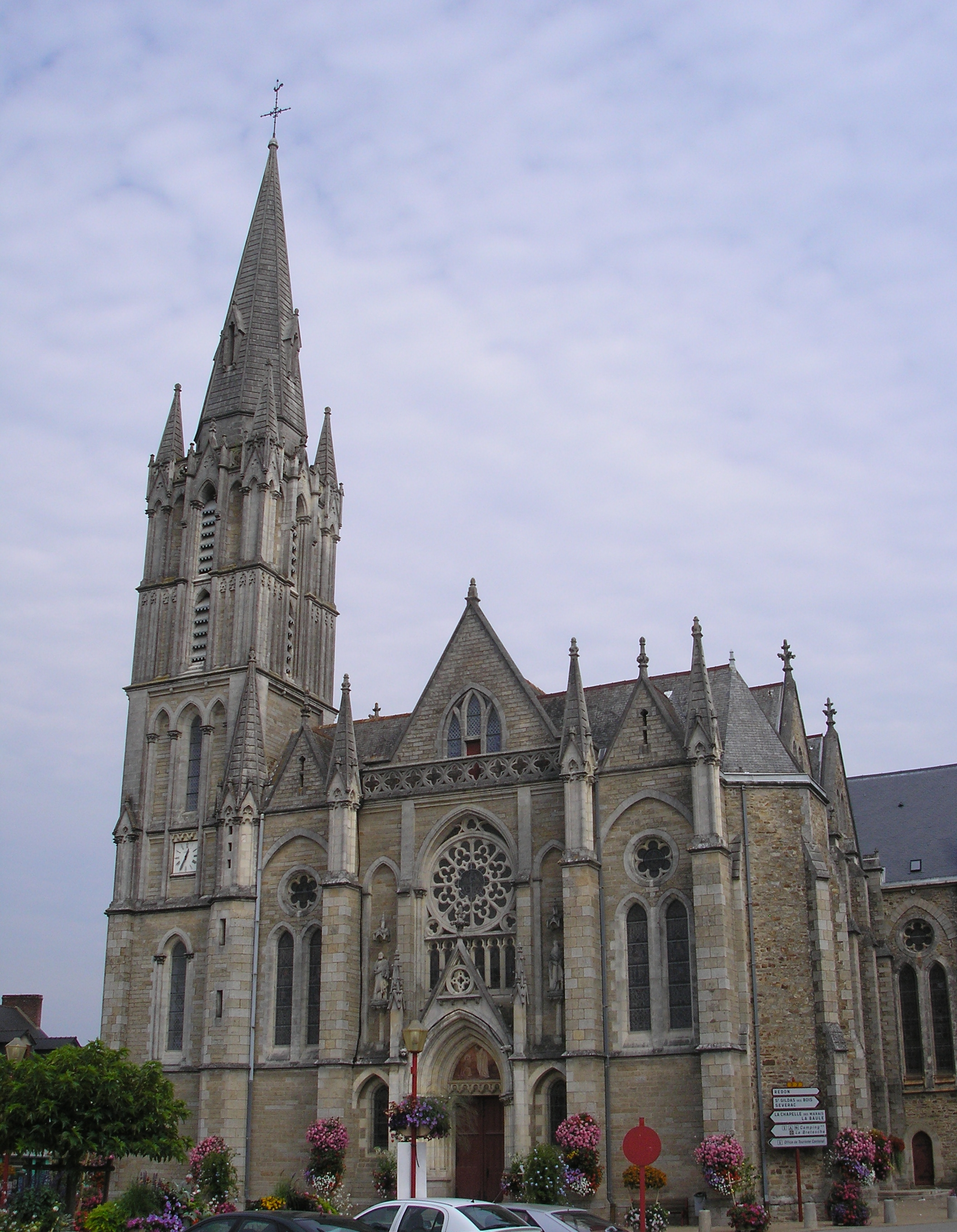
Kirche Saint-Pierre-et-Saint-Paul